# S/S Armas

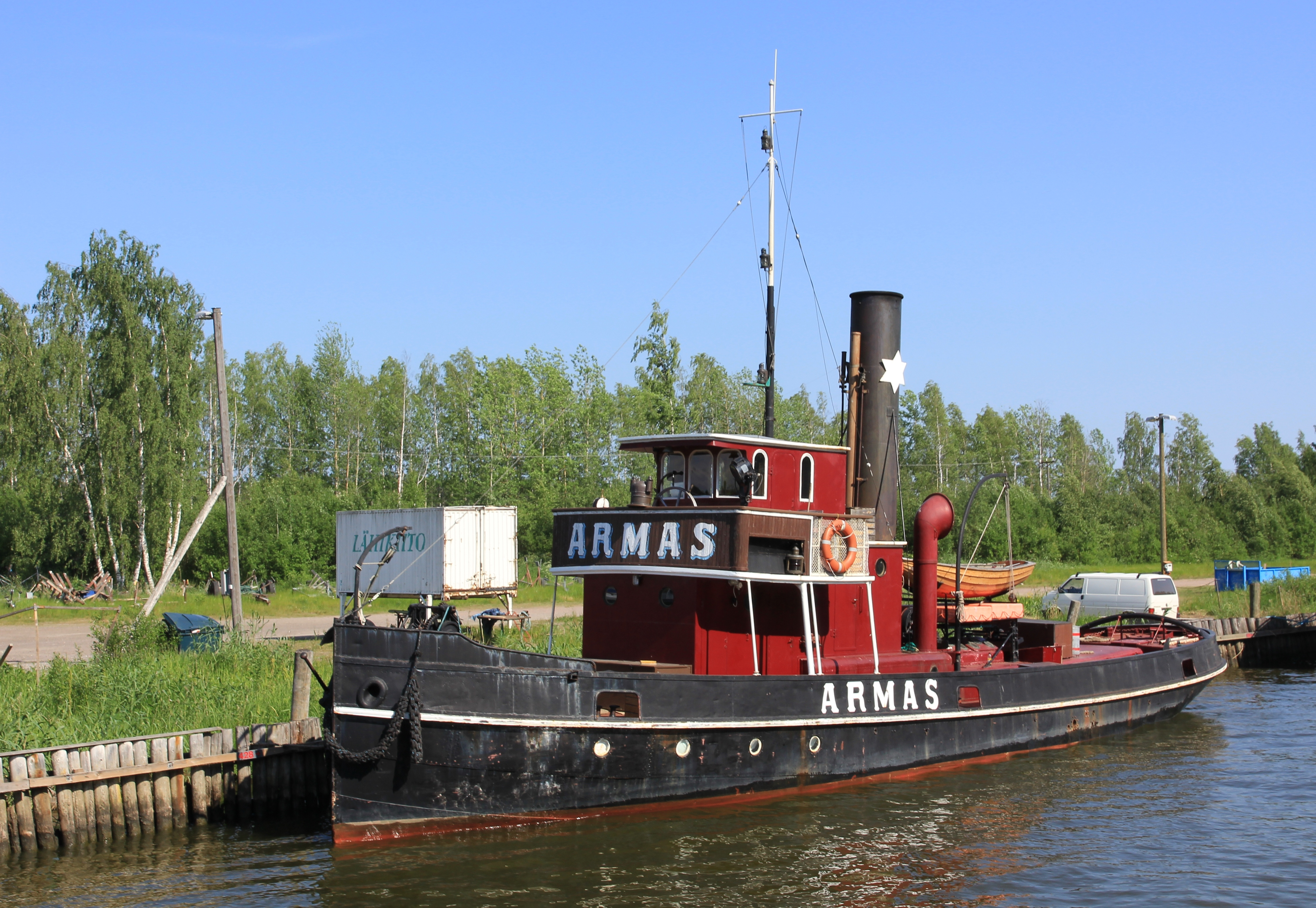
Armas i Borgå

S/s Armas är ett ångfartyg som finns stationerat i Borgå i Finland. Hon byggdes 1908 på varvet Paul Wahl & Co, då med namnet s/s Toinen. 
Fartyget har sedan 1998 varit i Mannerheims barnskyddsförbunds förening Borgås ägo, där omfattande renovering har gjort henne farbar igen.

## Teknisk data
- Längd: 21,61 m
- Bredd: 4,83 m
- Djup: 2,30 m
- Vikt: 70 ton
- Höjd: 7,5 m
- Höjd med mast: 11,5 m
- Skrovmaterial: järn
- Marschfart: ca 8 knop
- Toppfart: 11 knop
- Bäddplatser: 20 st.
- Utrustad med en 2-cylindrig compound ångmaskin på 188 ihv.